# Aranytollú pingvin
Az aranytollú pingvin vagy sziklaugró pingvin (Eudyptes chrysocome) a madarak (Aves) osztályának pingvinalakúak (Sphenisciformes) rendjébe, ezen belül a pingvinfélék (Spheniscidae) családjába és a Spheniscinae alcsaládjába tartozó faj.

## Előfordulása
Az Antarktiszon, Chilében, Argentínában, a Falkland-szigeteken, Dél-Afrikában, Új-Zélandon és a környező szigeteken költenek.

## Alfajai és rokonsága
Az aranytollú pingvin alfajszámának a pontos meghatározása igen bonyolult. Korábban és még egyesek szerint három alfaj létezik, az E. moseleyi-t is annak tekintik; míg mások szerint a korábbi három alfaj 3 különböző fajt képez.
- Eudyptes chrysocome chrysocome – Argentína és Chile déli részének környékén található szigeteken valamint a Falkland-szigeteken költ
- Eudyptes chrysocome filholi Hutton, 1878[3][4] – a francia déli területek részét képező Kerguelen-szigetek és a Crozet-szigetek, valamint a Macquarie-sziget és az Auckland-szigetek területén költ. Habár genetikailag különböző, még mindig az aranytollú pingvin alfajának tekintik.

Az Eudyptes moseleyit korábban az aranytollú pingvin alfajának vélték, Eudyptes chrysocome moseleyi név alatt – a madár az Atlanti-óceán déli részén levő Tristan da Cunha és a Gough-szigetek területén költ.
Az E. moseleyi és a másik két pingvin között egy melegebb áramlat folyik, melyet a madarak általában elkerülnek. Az aranytollú pingvin közeli rokonságban áll a bóbitás pingvinnel (Eudyptes chrysolophus) és a Royal-pingvinnel (Eudyptes schlegeli); az utóbbi rendszertani besorolása sem egyértelmű, hiszen vannak ornitológusok, akik a bóbitás pingvin színváltozatának tekintik.
1987-1988 között az Australian National Antarctic Research Expedition a Heard- és Marion-szigeten 3 darab aranytollú-bóbitás pingvin hibridet fedeztek fel.

## Megjelenése
Magassága 52 centiméter, testtömege 3 kilogramm. Feje, háta és szárnyai fekete színűek, hasa fehér. Nagyon hasonlít legközelebbi rokonára, a bóbitás pingvinre.

## Életmódja
Csontos halallal, krillel, planktonokkal, tintahallal táplálkoznak, élelmüket a tengerből szerzik. A többi pingvinhez képest jól mozog a szárazföldön is, szikláról sziklára ugrálva olyan magasra megy, ahol már nem érik el tengeri ellenségei. A madár 15–20 évig él.

## Szaporodása
Az ivarérettséget legkorábban 6 éves korban éri el. A költési időszak július és november között van. Sziklás helyeken fészkelnek. A fészekalj 2 kékesfehér tojásból áll, de általában csak az egyik fióka marad életben. A tojásokon 35 napig, mindkét szülő felváltva kotlik.

## Védettsége
A Természetvédelmi Világszövetség Vörös Listája veszélyeztetett fajként tartja nyilván. Jelenleg még több millió példány él belőlük, de a halászat és a globális felmelegedés miatt számuk drasztikusan csökken.
2002-ben 298 000 költőpár aranytollú pingvin élt a Falkland-szigeteken, mely 2007-ben 210 000-re csökkent, ami 30%-os fogyás. 1932-ben még más félmillió pingvinpárt számoltak össze, ehhez képest már 85%-kal vannak kevesebben.
Európában az Európai Állatkertek és Akváriumok Szövetsége felügyelete alá tartozó Európai Veszélyeztetett Fajok Programja (EEP) keretében tenyésztik a faj egyedeit.
Magyarországon csak a Nyíregyházi Állatparkban látható.

## Képek

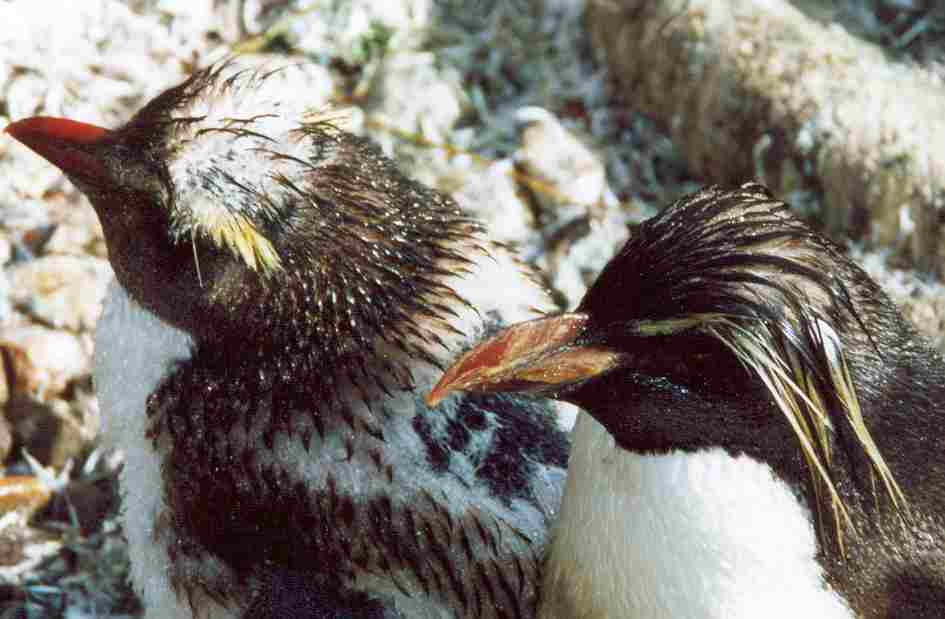
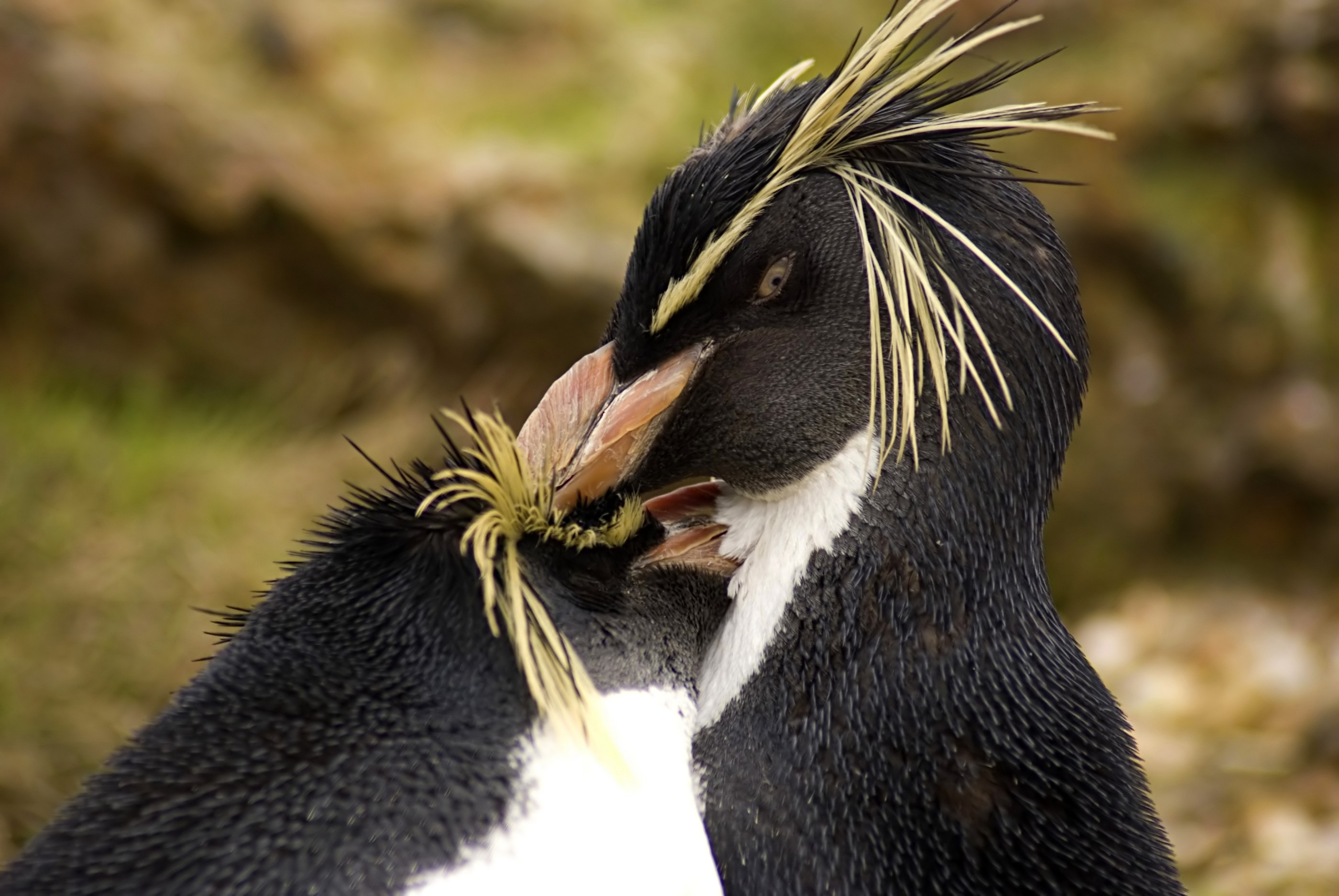
Udvarlás
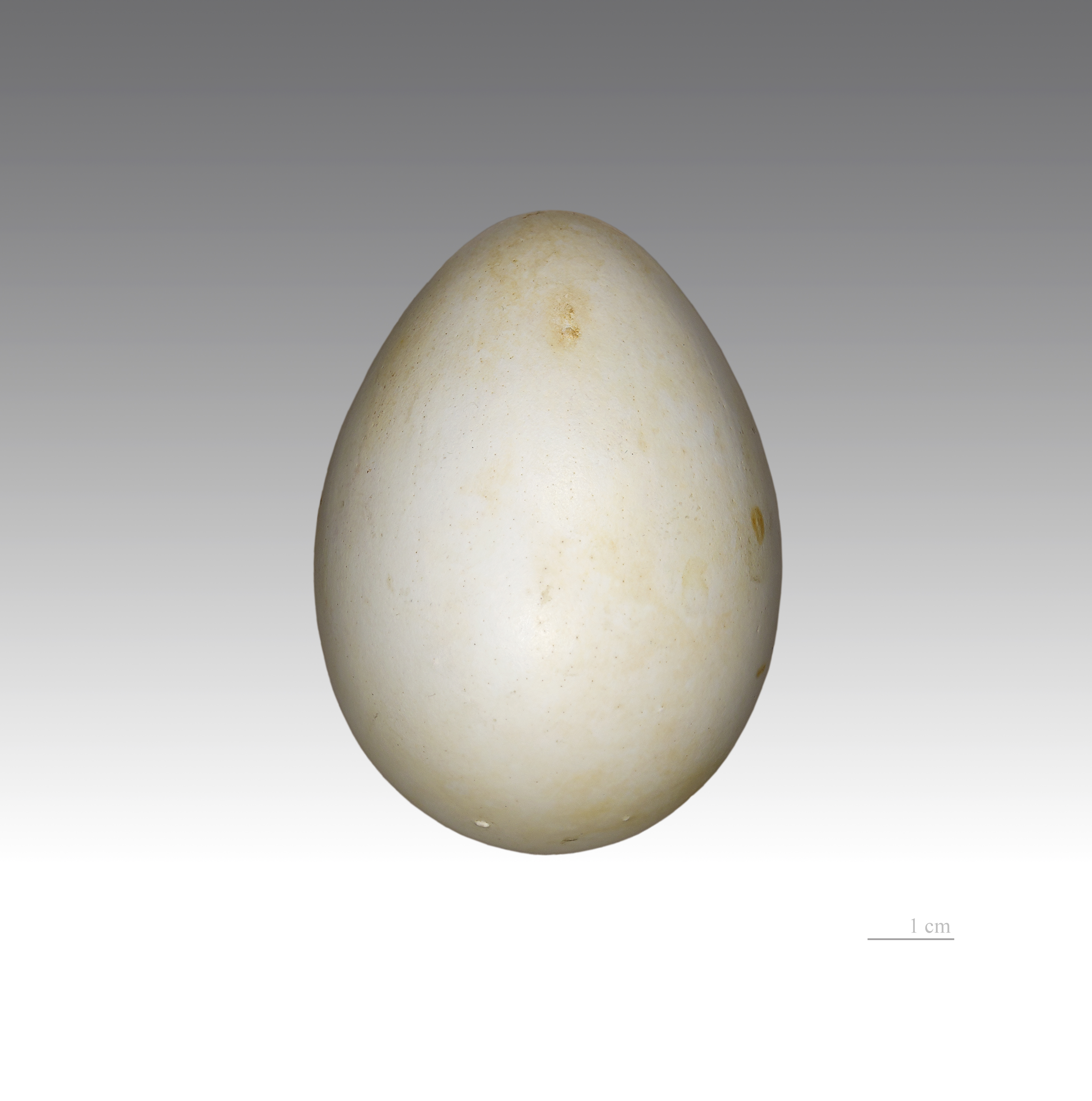
a tojása
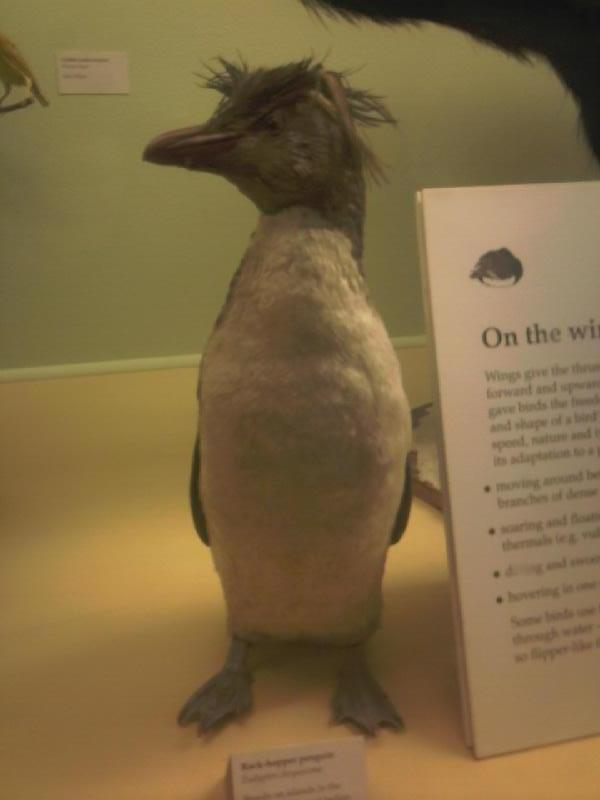
Kitömött aranytollú pingvin a londoni Természettudományi Múzeumban

### Fordítás
- Ez a szócikk részben vagy egészben  a   Southern rockhopper penguin című angol Wikipédia-szócikk ezen változatának fordításán alapul.  Az eredeti cikk szerkesztőit annak laptörténete sorolja fel. Ez a jelzés csupán a megfogalmazás eredetét és a szerzői jogokat jelzi, nem szolgál a cikkben szereplő információk forrásmegjelöléseként.